# Avio (gemeente)
Avio (Duits: Aue am Etsch) is een gemeente in de Italiaanse provincie Trente (regio Trentino-Zuid-Tirol) en telt 4057 inwoners (31-12-2004). De oppervlakte bedraagt 68,9 km², de bevolkingsdichtheid is 59 inwoners per km².
De volgende frazioni maken deel uit van de gemeente: Sabbionara, Borghetto, Mama d'Avio, Masi d'Avio, Vò destro, Vò sinistro.

## Demografie
Avio telt ongeveer 1558 huishoudens. Het aantal inwoners steeg in de periode 1991-2001 met 4,4% volgens cijfers uit de tienjaarlijkse volkstellingen van ISTAT.
| Jaar | Inwoneraantal |
| ---- | ------------- |
| 1991 | 3752          |
| 2001 | 3918          |

## Geografie
Avio grenst aan de volgende gemeenten: Brentonico (Frenten), Malcesine (VR), Ala (Ahl am Etsch), Ferrara di Monte Baldo (VR), Brentino Belluno (VR), Sant'Anna d'Alfaedo (VR), Dolcè (VR).

## Externe link

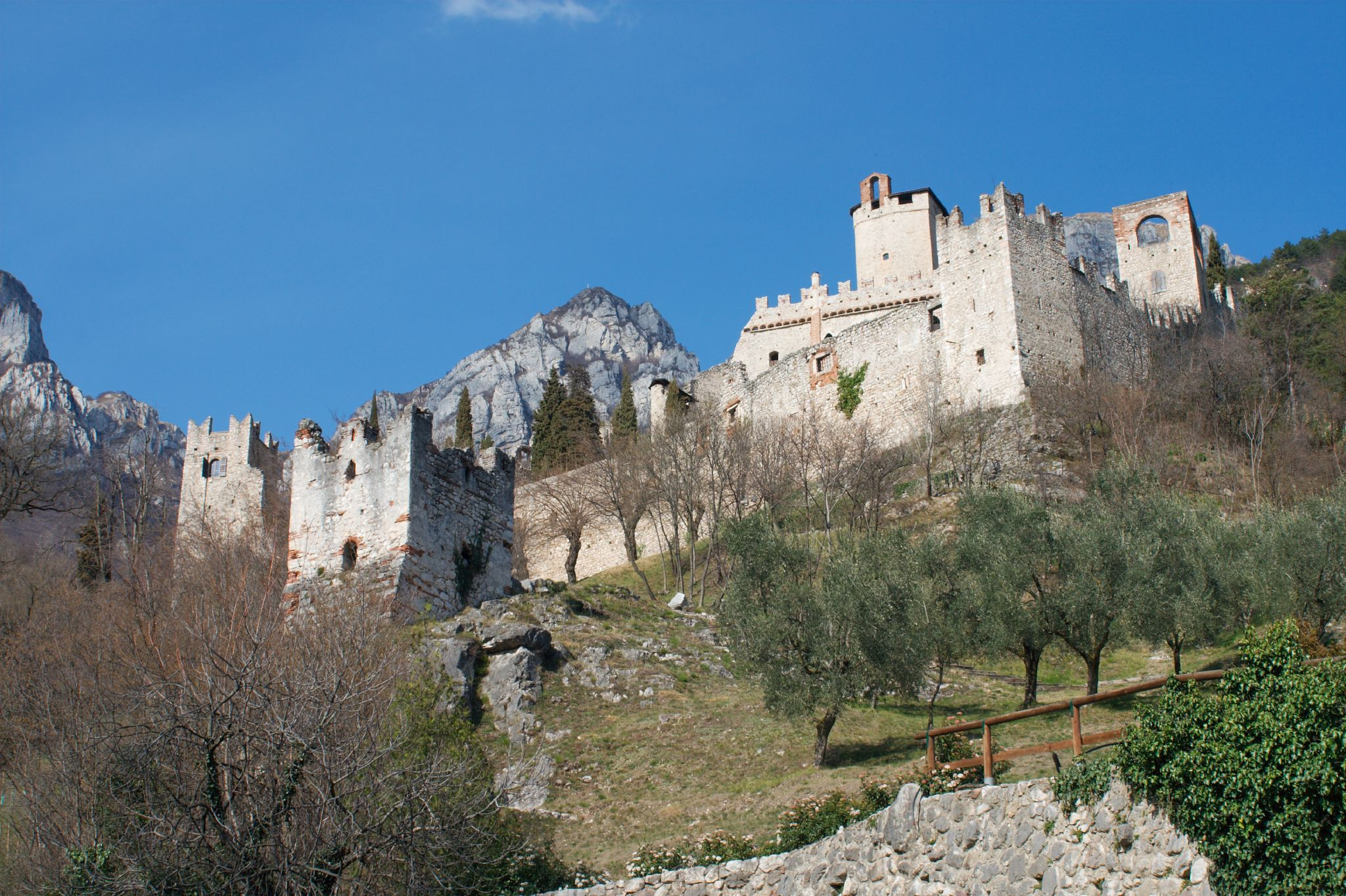
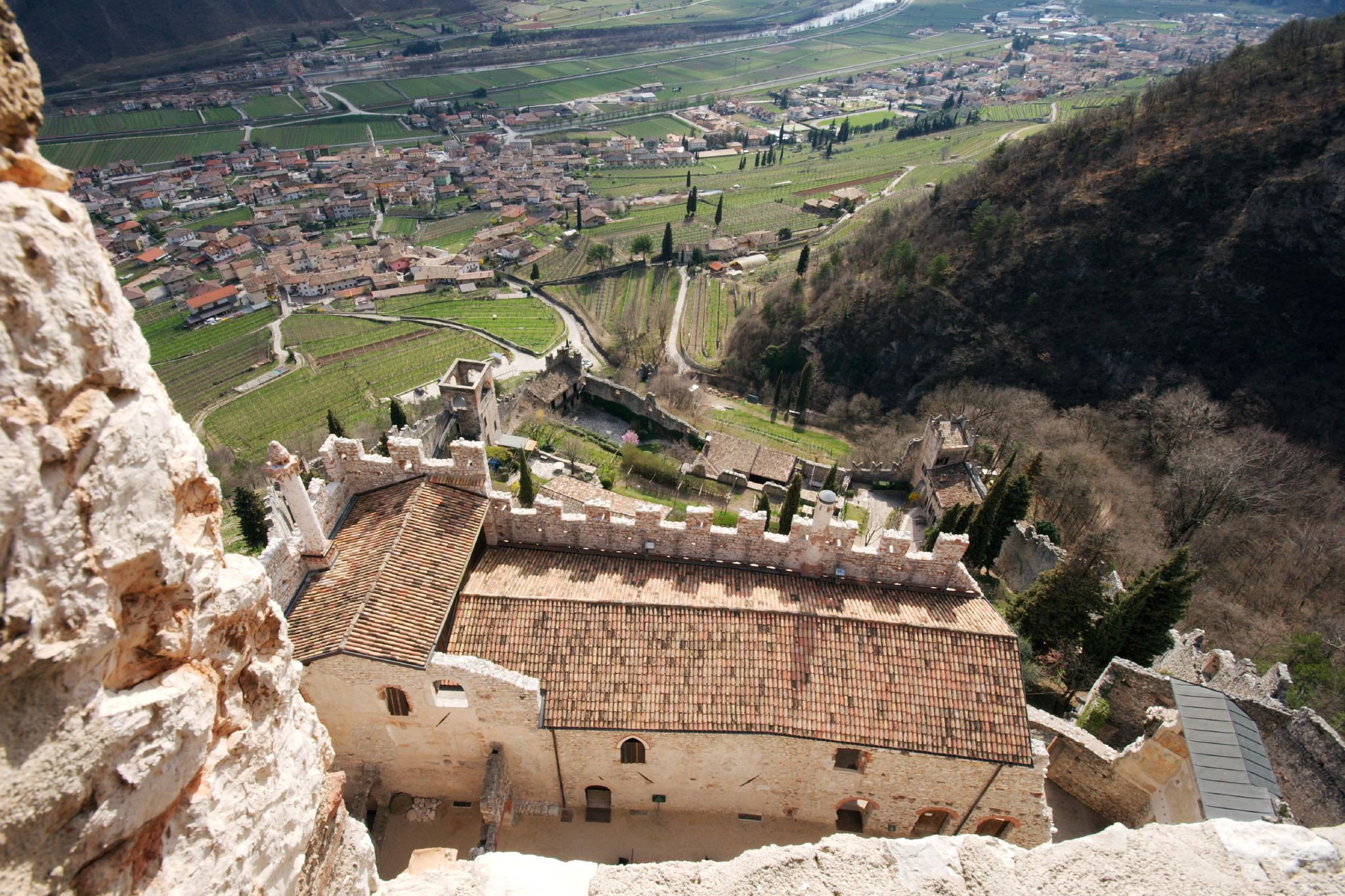